# إينيغو كوردوبا
إينيغو كوردوبا (بالإسبانية: Iñigo Córdoba Querejeta) هو لاعب كرة قدم إسباني في مركز نصف الجناح، ولد في 13 مارس 1997 في بلباو في إسبانيا. شارك مع منتخب إسبانيا تحت 17 سنة لكرة القدم ومنتخب إسبانيا تحت 19 سنة لكرة القدم. أما مع النوادي، فقد لعب مع أتلتيك بيلباو ب وأتلتيك بيلباو ونادي باسكونيا.

## وصلات خارجية
- إينيغو كوردوبا على موقع قاعدة بيانات كرة القدم.إي يو (الإنجليزية)
- إينيغو كوردوبا على موقع Soccerway.com (الإنجليزية)
- إينيغو كوردوبا على موقع عالم كرة القدم.نت (الإنجليزية)
- إينيغو كوردوبا على موقع AS.com (الإسبانية)